# Acalypha andringitrensis
Acalypha andringitrensis é uma espécie de flor do gênero Acalypha, pertencente à família Euphorbiaceae.